# Virusi
Vírus je v biologiji zelo majhen patogen, ki se lahko razmnožuje le v živih celicah, saj sam nima celičnih mehanizmov, potrebnih za lastno razmnoževanje. Poznanih je nekaj več kot 5.000 vrst virusov, ki lahko okužijo vse vrste organizmov, od arhej in bakterij do gliv, rastlin in živali. Mnogo virusov povzroča nalezljive bolezni, saj s svojim delovanjem negativno vplivajo na gostiteljske celice, ki se pred njimi branijo z različnimi imunskimi mehanizmi. Nekateri virusi pa gostitelju ne povzročajo vidne škode, zato se v njem razmnožujejo neopazno.
Izraz »virus« je praviloma rezerviran za tvorbe, ki okužijo evkarionte (mednje spadajo vsi večcelični organizmi in številni enocelični organizmi z izoblikovanim celičnim jedrom), medtem ko se za tiste, ki okužijo prokarionte (bakterije in sorodni organizmi brez izoblikovanega celičnega jedra) uporablja izraz bakteriofag. Virusi so sestavljeni iz nukleinske kisline (DNK ali RNK), okrog katere je zaščitni ovoj iz beljakovin ali mešanice beljakovin in lipidov.
Z virusi se znanstveno ukvarja virologija, panoga mikrobiologije.

## Etimologija
Beseda virus izhaja iz latinske besede srednjega spola vīrus, ki se nanaša na sluz, slino, strup ali druge škodljive snovi. Ima enako indoevropsko osnovo kot sanskrt viṣa, staroavestijsko vīša in starogrško ἰός: ios, kar vse pomeni strup.
V angleščini se je prvič pojavila leta 1392 v prevodu Johna Trevise predenciklopedičnega dela Bartolomeja Angleškega O značilnostih stvari (De proprietatibus rerum) iz leta 1240. Virulenten, iz latinske virulentus, strupen, izvira iz leta 1400. Pomen »povzročitelja nalezljive bolezni« je prvič zapisan leta 1728 pred odkritjem virusov ruskega fiziologa rastlin in mikrobiologa Ivanovskega leta 1892. Pridevnik virusen izhaja iz leta 1948. Danes se izraz virus uporablja za opis bioloških virusov, opisanih v članku, in kot metafora za druge parazitsko-reproduktivne stvari, kot so memi ali računalniški virusi (od leta 1972). Izraz virion iz leta 1959 se uporablja tudi za posamezni nalezljivi del virusa, ki se sprosti iz celice in je sposoben okužiti druge istovrstne celice.

## Zgradba virusov
Popoln virusni delec (virion) je zgrajen iz nukleinske kisline (DNK ali RNK, nikoli pa obeh hkrati), ki jo obdaja zaščitna beljakovinska ovojnica, imenovana kapsida. Kapsido tvorijo ponavljajoče se beljakovinske podenote (kapsomere), ki jih kodira virusni genom. Istovrstna zgradba kapside nudi marsikatere ugodnosti. Celica lažje zgradi virus iz enakih enot, ker je ta proces podoben izgradnji dolge polipeptidne molekule. Virusna DNK, ki mora vsa iti v majhno kapsido, pa posledično nosi zapis za izgradnjo kapside le v eni obliki. Dolžina bi se namreč zelo podaljšala, če bi morala virusna DNK kodirati zapise za več deset, sto različnih beljakovin, iz katerih bi nato nastala kapsida. Oblika kapside je temelj taksonomskega sistema za razvrščanje, po katerem delimo viruse na helikalne, ikozaedralne, viruse z ovojnico in kompleksne. Ovojnica virusov z ovojnico izvira iz gostiteljske celice in jo tvori lipidni dvosloj z vključenimi beljakovinami, včasih se priključijo tudi ogljikovi hidrati. Večina znanih virusov je velikih med 20 do 300 nm, kar je manj kot je ločljivost svetlobnega mikroskopa - neposredno jih lahko preučujemo samo z občutljivejšimi elektronskimi mikroskopi.
Znotraj skupine virusov obstaja ogromna raznolikost genomskih struktur, mnogo večja kot v vseh preostalih skupinah živih bitij skupaj. Krovna razdelitev je glede na tip nukleinske kisline na DNK in RNK viruse; slednji predstavljajo veliko večino virusov. Virusni genom je lahko nadalje krožen ali linearen, eno-, dvoverižen ali mešan (ne glede na tip nukleinske kisline), segmentiran, pozitivno ali negativno smeren itd. Močno se razlikujejo tudi po velikosti; njihova atomska masa sega od 106 do 108 Daltonov.

## Izvor in evolucija virusov
Obstaja več hipotez o izvoru virusov, ki jih najdemo praktično povsod, kjer živijo živi organizmi, zato so verjetno stari toliko kot prve celice.
Regresivna hipotezaVirusi bi lahko bili majhne celice, ki so kot paraziti napadale druge celice. Skozi čas so izgubile gene, ki niso bili potrebni za parazitski odnos. Bakteriji rikecija in klamidija sta živi celici, ki se tako kot virusi razmnožujeta znotraj gostiteljske celice. Obe podpirata regresivno hipotezo, saj sta zaradi svoje parazitske odvisnosti izgubili gene, ki bi jima omogočili samostojni obstoj zunaj gostiteljskih celic. 
Hipoteza o celičnem izvoruLahko se ji reče tudi hipoteza pobega. Zagovorniki te hipoteze trdijo, da so se virusi razvili iz delčkov DNK ali RNK, ki so »pobegnili« iz genov večjih organizmov. Virusna DNK bi se lahko izoblikovala iz plazmidov ali transpozonov. Plazmid je dvovijačna DNK molekula, ki je ločena od kromosomske DNK, se neodvisno od nje podvaja in se lahko seli iz celice v celico.
Transpozon pa je del DNK zapisa, ki lahko spreminja svoj položaj znotraj genoma. Imenujemo jih tudi »skakajoči geni«. Zaradi svoje mobilnosti ustrezajo izvoru današnjih virusov.
Koevolucijska hipotezaVirusi naj bi se razvili iz kompleksnih molekul beljakovin in nukleinskih kislin v tistem časovnem obdobju, ko so se pojavile na Zemlji prve celice. Zaradi preprostejše zgradbe so lahko obstajali tudi že pred nastankom prvih celic. Hipoteza nam ne predstavi viruse kot parazite, ki izvirajo iz samih celic, ampak poudarja njihov partnerski odnos v koevoluciji. To hipotezo najbolje podpirajo raziskave na viroidih, ki so virusom podobni majhni patogeni in napadajo rastline. 
V preteklosti so imele vse te hipoteze svoje pomanjkljivosti: regresivna hipoteza ni pojasnila, zakaj niti najmanjši celični paraziti ne spominjajo na viruse. Hipoteza pobega ni pojasnila, kako so nastale zapletene kapside in druge strukture na virusnih delcih. Hipoteza o virusu kot prvotnem organizmu pa je nasprotovala osnovni opredelitvi virusov, saj virusi potrebujejo gostiteljske celice.:24 Danes so virusi priznani kot starodavni organizmi, katerih izvor sega v čas pred razcepitvijo življenja na tri domene.:28 To odkritje je sodobne virologe spodbudilo k ponovnemu premisleku in ponovni oceni teh treh klasičnih hipotez.:28
Dokazi o svetu celic RNA v pradavnini:26 in računalniške analize virusnih in gostiteljskih DNA zaporedij omogočajo boljše razumevanje evolucijskih povezav med različnimi virusi. Prav tako lahko pomagajo prepoznati prednike sodobnih virusov. Kljub temu do zdaj takšne analize še niso potrdile, katera od teh hipotez je pravilna.:26 Zdi se, da vsi trenutno znani virusi nimajo skupnega prednika, saj so se virusi verjetno pojavili večkrat v preteklosti po enem ali več mehanizmih

## Razdelitev in klasifikacija
Klasifikacija virusov si prizadeva opisati njihovo raznolikost z imenovanjem in združevanjem na podlagi podobnosti. Leta 1962 so André Lwoff, Robert Horne in Paul Tournier prvi razvili metodo razvrščanja virusov, ki je temeljila na Linnéjevem hierarhičnem sistemu. Ta sistem je razvrščal viruse na ravni debla, razreda, reda, družine, roda in vrste. Virusi so bili razvrščeni glede na njihove skupne lastnosti (ne glede na njihove gostitelje) in vrsto nukleinske kisline, ki sestavlja njihov genom. Leta 1966 je bil ustanovljen Mednarodni odbor za taksonomijo virusov (ICTV). Sistem, ki so ga predlagali Lwoff, Horne in Tournier, na začetku ni bil sprejet, saj majhna velikost genomov virusov in njihova visoka stopnja mutacij otežujeta določanje njihovega izvora na ravni, višji od reda. Zato se za dopolnitev tradicionalne hierarhije pogosto uporablja Baltimorova klasifikacija. Od leta 2018 ICTV priznava globlje evolucijske povezave med virusi, ki so bile odkrite skozi čas, in je uvedel 15-stopenjski sistem razvrščanja, ki sega od realm do vrste. Poleg tega so nekatere vrste znotraj istega rodu združene v skupine, imenovane genoskupine.

### Klasifikacija ICTV
ICTV je razvil trenutno veljavni sistem razvrščanja in pripravil smernice, ki dajejo prednost določenim lastnostim virusov, da se zagotovi enotnost znotraj družin. Vzpostavljena je bila enotna taksonomija (univerzalni sistem za razvrščanje virusov). Do sedaj je bil raziskan le majhen del vseh virusov. Od leta 2022 je ICTV opredelil naslednje taksonomske enote: 6 relms, 10 kraljestev, 17 debel, 2 poddebli, 40 razredov, 72 redov, 8 podredov, 264 družin in 182 poddružin, 2.818 rodov in 84 podrodov ter 11.273 vrst.
Splošna struktura taksonomskega sistema in pripone, ki se uporabljajo pri poimenovanju, so prikazane spodaj. Od leta 2022 taksonomski rangi, kot so podkraljestvo, podkraljstvo in podrazred, niso v uporabi, medtem ko so vsi ostali rangi aktivni.
Realm (-viria)
Podrealm (-vira)
Kraljestvo (-virae)
Podkraljestvo (-virites)
Deblo (-viricota)
Subphylum (-viricotina)
Class (-viricetes)
Podrazred (-viricetidae)
Red (-virales)
Podred (-virineae)
Družina (-viridae)
Poddružina (-virinae)
Rod (-virus)
Podrod (-virus)
Vrsta

### Baltimorova klasifikacija
Nobelov nagrajenec, biolog David Baltimore, je razvil sistem Baltimorova klasifikacija. Sodobna klasifikacija virusov združuje sistem ICTV z Baltimorsko razvrstitvijo.
altimorska razvrstitev temelji na mehanizmu nastajanja virusne mRNA. Virusi morajo iz svojih genomov ustvariti mRNA, da lahko proizvajajo beljakovine in se razmnožujejo, toda vsaka družina virusov uporablja drugačne mehanizme za dosego tega cilja. Virusni genomi so lahko enoverižni (ss) ali dvoverižni (ds), RNA ali DNA, in lahko (ali pa ne) uporabljajo  reverzno transkriptazo (RT). Poleg tega so lahko ssRNA virusi bodisi smerni (+) ali protismerni (−). Na podlagi teh lastnosti Baltimorska razvrstitev viruse razvršča v sedem skupin:
- I: dsDNA virusi (e.g. Adenovirusi, Herpesvirusi, Poksvirusi)
- II: ssDNA virusi (+ veriga ali "smer") DNA (e.g. Parvovirusi)
- III: dsRNA virusi (e.g. Reovirusi)
- IV:(+)ssRNA virusi (+ veriga ali smer) RNA (e.g. Koronavirusi, Pikornavirusi, Togavirusi)
- V: (−)ssRNA virusi (− veriga ali protismer) RNA (e.g. Ortomiksovirusi, Rabdovirusi)
- VI: ssRNA-RT virusi (+ veriga ali smer) RNA z DNA vmesno fazo v življenjskem ciklu (e.g. Retrovirusi)
- VII: dsDNA-RT virusi DNA z RNA vmesno fazo v življenjskem ciklu (e.g. Hepadnavirusi)

### Razdelitev glede na patogenost
- Virusi, ki prizadenejo celo telo

- npr. ošpice, rumena mrzlica, norice

- Virusi, ki prizadenejo posamezne organe

- bolezni osrednjega živčevja (steklina, meningitis, herpes)
- bolezni dihal (influenca)
- bolezni kože in sluznic (bradavice)
- bolezni oči in očesne veznice
- bolezni slinavk (mumps)
- bolezni jeter (virus vročice Doline rift, hepatitis)
- bolezni bezgavk
- bolezni prebavil

### Razdelitev glede na biološke, kemične in fizikalne lastnosti
- Parvovirusi: drobni virusi pri živalih, ki spremljajo adenoviruse kot satelitni virusi (okvarjeni virusi brez celega genoma, ki za dokončanje cikla potrebujejo drug pomočniški virus)
- Papovavirusi: povzročajo tumorje
- Adenovirusi: povzorčajo vnetja dihal pri človeku in preživijo v bezgalkah več let
- Herpesvirusi: povzročajo latentne (prikrite) okužbe
- Poksivirusi: so patogeni za kožo
- Pikornavirusi: imajo 63 enterovirusov (med drugimi poliovirus)
- Reovirusi: so bili v preteklosti echovirusi tipa 10 pri človeku in živalih.
- Togavirusi: v svojem življenjskem ciklu prehajajo z gostitelja na gostitelja s pikom ali ugrizom členonožca (pajki, žuželke, pršice)
- Miksovirusi: virusi influence A, B, C.
- Paramiksovirusi: virusi parainfluence, virus mumpsa, virus ošpic, virus pasje ohromelosti, goveje in kurje kuge.
- Rabdovirusi: virusi podobni 'izstrelkom', med njih uvrščamo virus stekline
- Koronavirusi: povzročajo bolezni dihal pri človeku

### Razdelitev glede na tarčo
- bakterijski virusi (bakteriofagi)
- rastlinski virusi  (fitofagi)
- živalski virusi (zoofagi)

## Delovanje virusov

### Vloga pri boleznih ljudi
Nekatere pogoste bolezni človeka, ki jih povzročajo virusi, vključujejo prehlad, gripo, norice in herpes na ustnicah. Številne resne bolezni, kot so steklina, ebola, AIDS (HIV), ptičja gripa in SARS, so posledica virusov. Relativno sposobnost virusov povzročiti bolezen opisujemo z izrazom virulenca. Znanstveniki preiskujejo tudi druge bolezni, da bi ugotovili, ali so njihov vzrok virusi. Na primer, obstaja možnost, da je humani herpesvirus 6 (HHV6) povezan z nevrološkimi boleznimi, kot sta multipla skleroza in sindrom kronične utrujenosti. Potekajo tudi razprave o bornavirusu, za katerega so nekoč verjeli, da povzroča nevrološke bolezni pri konjih, in lahko bil povezan s psihiatričnimi boleznimi pri ljudeh.

### Okužbe drugih vrst
Virusi lahko okužijo vsa živa bitja z organizirano celično strukturo, vendar ima vsaka vrsta celic svoj specifičen spekter virusov, ki običajno okužijo samo to vrsto.:3 Nekateri virusi, imenovani sateliti, se lahko razmnožujejo le v celicah, ki so bile že okužene z drugim virusom.

#### Virusi živali
Virusi so pomembni povzročitelji bolezni pri živini. Mednje spadajo bolezni, kot sta slinavka in parkljevka ter bolezen modrikastega jezika. Hišni ljubljenčki, kot so mačke, psi in konji, lahko brez cepljenja zbolijo za hudimi virusnimi boleznimi. Na primer, pasji parvovirus je bolezen, ki jo povzroča majhen DNA virus, okužbe pa so pri mladičih pogosto smrtonosne. Kot vsi nevretenčarji je tudi medonosna čebela dovzetna za številne virusne okužbe. Večina virusov s svojim gostiteljem sobiva brez škodljivih učinkov in ne povzroča nobenih znakov ali simptomov bolezni.:4

#### Virusi rastlin
Obstaja veliko vrst virusov rastlin, vendar pogosto povzročijo le zmanjšanje pridelka, in poskusi njihovega nadzora pogosto niso ekonomsko upravičeni. Pogosto se prenašajo z ene rastline na drugo prek organizmov, imenovanih vektorji. Ti so običajno žuželke, ampak nekatere glive, gliste (parazitski črvi), praživali (enocelični organizmi) in zajedavske rastline so vektorji. Če je nadzor nad okužbami z virusi rastlin ekonomsko smiseln, na primer pri trajnih sadnih rastlinah, so prizadevanja osredotočena na uničevanje vektorjev in odstranjevanje alternativnih gostiteljev, kot so pleveli.:802 Virusi rastlin ne morejo okužiti ljudi ali drugih živali, saj se lahko razmnožujejo samo v živih rastlinskih celicah.:799–807

## Zgodovina odkrivanja virusov
V 19. stoletju so že dokazali, da določene bolezni pri človeku in živalih povzročajo specifične bakterije. Poznali so jih zaradi njihove velikosti – vidne so bile pod svetlobnim mikroskopom in zadržala so jih cedila iz nepološčenega porcelana. Po drugi strani pa niso poznali izvora pogostih bolezni, kot sta na primer slinavka in parkljevka, ker povzročitelja niso mogli umetno vzgojiti, niso jih videli pod svetlobnim mikroskopom in tudi posebna bakteriološka cedila jih niso zadržala. Šele proti koncu 19. stoletja, ko so odkrili virus tobačnega mozaika (leta 1886 je bolezen opisal Adolf Mayer, virus, ki jo povzroča, pa je odkril leta 1892 Dimitrij Ivanovski), so deloma razrešili naravo virusov. Vendar pa niso neposredno reševali vprašanj z njihovo zgradbo, temveč so jih spoznavali le glede na njihove patološke sposobnosti, tj. patogenosti. Šele ko so osamili in kristalizirali (Stanley, 1935) virus tobačnega mozaika, so uvideli izredno kompleksnost nekaterih virusov, začeli so se celo spraševati, ali so virusi živa bitja ali mrtve snovi, ker je bila večina virusov manjša kakor molekule določenih beljakovin.
Spoznali so, da imajo virusi deoksiribonukleinsko kislino (DNK ali ribonukleinsko kislino RNK, eno ali več beljakovin in ogljikove hidrate ter lipide. Leta 1953 sta James Dewey Watson in  Francis Crick predlagala zamisel o dvojnem helikalnem ustroju DNK, s tem pa je bilo mogoče razrešiti vprašanje o razmnoževanju virusov. Leta 1960 so spoznali zaporedje 158 aminokislin beljakovinske podenote v virusu tobačnega mozaika in kasneje določili še mesto genov tega virusa. S pomočjo virusnih nukleinskih kislin so vključili aminokisline ter nukleotide – torej so zelo pomembne pri celičnem metabolizmu in celični diferenciaciji. Ugotovili so, da so virusne nukleinske kisline podobne nukleinskim kislinam v kromosomih po tem, da imajo podatek, ki je potreben za replikacijo njih samih in za sintezo vsaj ene ali več beljakovin, razlikujejo pa se po kompleksnosti in zmožnosti oziroma nagnjenju, da se prenašajo iz celice v celico. Virusne nukleinske kisline se obnavljajo počasi in se odzivajo na dražljaje tako, da se jim spreminja struktura (po tem so podobne živim bitjem). Vendar virusna nukleinska kislina nima ustreznega sistema za presnovo, ki je značilna za celice.
Odkrivanje virusov pa ni temeljilo zgolj na preučevanju virusa tobačnega mozaika, temveč tudi na drugih virusih. Spodaj so našteti nekateri strokovnjaki, ki so prispevali k boljšemu poznavanju virusov:
- Edward Jenner (1798) – eden izmed prvih, ki začne uspešno zdraviti virusno okužbo govejih koz, čeprav virusov samih takrat še niso poznali. Njegovo metodo aktivne imunizacije kot profilaktičen ukrep proti virusni okužbi uporabljajo še danes.
- Louis Pasteur (1884) – opis metodičnih raziskovanj proti steklini
- Charles Chamberland (1884) – izum vrste filtra s porami manjšimi od bakterij
- Adolf Mayer (1886) – opis bolezni tobačnega mozaika
- Dimitrij Josipovič Ivanovski (1894) – opis virusa tobačnega mozaika
- Martinus Willem Beijerinck (1898) – pojasni naravo virusa tobačnega mozaika in njegovo razmnoževanje
- Friedrich Loeffler in Paul Frosch (1898) – omogočita kvantitativno preučevanje virusov glede na največjo razredčino materiala, ki še povzroča značilna znamenja bolezni
- Walter Reed (1902) – ugotovi, da pomemben delež mrčesa prenaša bolezen (npr. komarji rumeno mrzlico)
- Frederick William Twort (1915) – opis virusov, ki napadajo bakterije, bakteriofage
- Frank Macfarlane Burnet in Margot Mckie (1929) – objavita podmeno o mehanizmu lizogenije
- Francis Oliver Holmes (1929) – infektivnost virusov se meri po številu lokalnih razjed
- Max Theiler (1930) – cepivo proti rumeni mrzlici
- W. F. Elford (1932) – meritev velikosti virusov s filtracijo
- Teikiči Fukuši (1933) – eksperimentalni dokaz za razmnoževanje virusov rastlin v žuželkah
- Wendell Meredith Stanley (1935) – kristalizacija virusa tobačnega mozaika
- M. Schlesinger (1936) – opis temeljnih sestavin virusov
- Max Delbrück (1946) – opis pojava genetske rekombinacije
- John F. Enders in sodelavci (1949) – vzgojitev poliovirusa tipa 2, kar privede do odkritja cepiva proti otroški paralizi
- Kenneth M. Smith in Ralph W. G. Wyckoff (1949) – ugotovitev, da imajo nekateri virusi RNK, drugi pa DNK
- Renato Dulbecco (1952) – izum praktične metode za pridobivanje plakov
- Norton D. Zinder in Joshua Lederberg (1952) – opis novega mehanizma prenosa genetičnih lastnosti z bakterije na bakterijo, ki se prenaša več rodov
- D. Hershey in Martha Chase (1952) – dokaz, da se med infekcijo nukleinska kislina in beljakovinske sestavine sproščajo, preden vstopi v celico, beljakovinski plašč pa ostane na celični površini (dokaz, da DNK prenaša vsa genetična naznanila, ki urejajo razmnoževnje virusa)
- Heinz Fraenkel-Conrad in Robley C. Williams (1955) – sestava infektivnega (kužljivega) virusa tobačnega mozaika
- Gierer in Gerhard Schramm (1956) – dokaz, da je RNK, izolirana iz virusa tobačnega mozaika, infektivna
- Alick Isaacks in Jean Lindenmann (1957) – odkritje, da se med interakcijo virus-celica dela beljakovina, ki ovira razmnoževanje virusov (obet za iznajdbo zdravila proti virusnim infekcijam)
- Sydney Brenner in R. W. Horne (1959) – vpeljava metode barvanja, ki poveča kontrastnost virusnih delcev v elektronskem mikroskopu (odkritje somerno urejene zgradbe in povrhnjih molekul na trikotnih površinah)